# Емово
Емово (пол. Emowo) — село в Польщі, у гміні Пшасниш Пшасниського повіту Мазовецького воєводства.
Населення — 73 особи (2011).
У 1975—1998 роках село належало до Остроленцького воєводства.

## Демографія
Демографічна структура станом на 31 березня 2011 року:
|          | Загалом | Допрацездатний вік | Працездатний вік | Постпрацездатний вік |
| -------- | ------- | ------------------ | ---------------- | -------------------- |
| Чоловіки | 35      | 8                  | 21               | 6                    |
| Жінки    | 38      | 10                 | 18               | 10                   |
| Разом    | 73      | 18                 | 39               | 16                   |